# لين كودي
لين كودي (بالإنجليزية: Lynn Coady)‏ (24 يناير 1970 في كندا)؛ كاتِبة وروائية كندية.

## روابط خارجية
- لين كودي على موقع IMDb (الإنجليزية)
- لين كودي على موقع قاعدة بيانات الفيلم (الإنجليزية)